# Корисні копалини Австрії
Корисні копалини Австрії. Найважливіші корисні копалини Австрії — нафта, газ, руди заліза, свинцю, цинку, стибію, магнезиту і графіту, вольфраму.

## Запаси основних видів корисних копалин Австрії (1998/99)

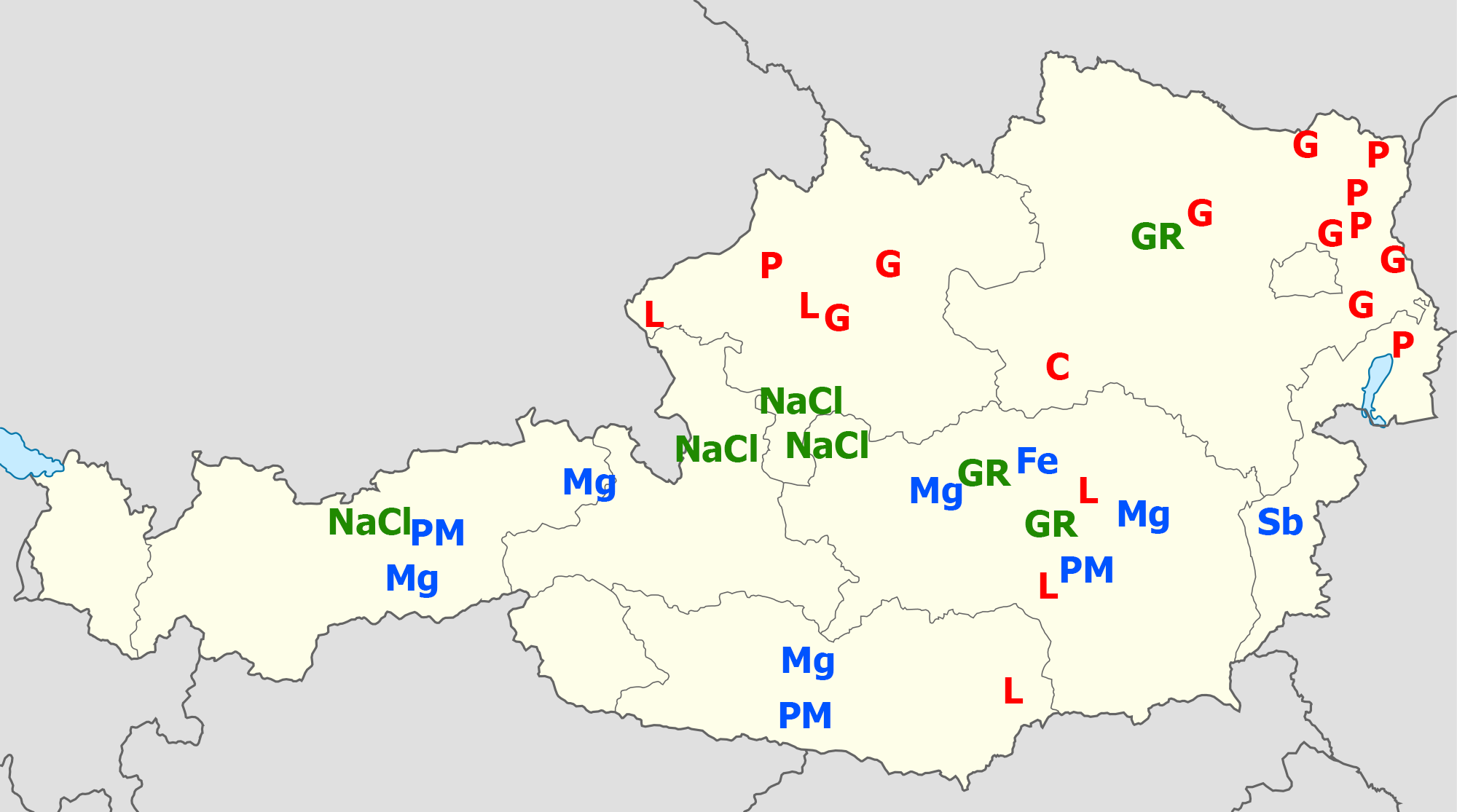
Корисні копалини Австрії

| Корисні копалини | Запаси       | Запаси   | Вміст корисного компоненту в рудах, % | Частка у світі, % |
| Корисні копалини | Підтверджені | Загальні | Вміст корисного компоненту в рудах, % | Частка у світі, % |
| Боксити, млн т   | 1            | 3        | 52 (Al2O3)                            |                   |
| Барит, тис.т     | 80           | 100      | 95 (BaSO4)                            |                   |
| Вольфрам, тис.т  | 24           | 30       | 0,5 (WO3)                             | 0,9               |
| Зал. руди, млн т | 170          | 350      | 32                                    | 0,1               |
| Свинець, тис. т  | 100          | 140      | 1,4                                   | 0,1               |
| Вугілля, млн т   | 159          | 357      |                                       |                   |
| Цинк, тис. т     | 320          | 460      | 4,7                                   | 0,1               |
| Берилій, тис. т  | 2,7          | 177      | 0,18                                  | 1,2               |

## Нафта
Родовища нафти розташовані головним чином в північно-західній частині Нижньої Австрії, поблизу Відня, але запаси обмежені. Родовища нафти і газу (підтверджені запаси на 1990 відповідно 11,9 млн т та 24 млрд м³) пов'язані з молодими осадовими відкладами Віденського та Передальпійського басейну. Нафти малосірчисті (0,21-0,28 %), малопарафінисті (0,15-0,25 %), густина 905–930 кг/м³ та 872 кг/м³ (Передальпійський бас.).

## Вугілля
Запаси вугілля знаходяться в багатьох родовищах. Вугілля палеозойської та мезозойської доби — кам'яне, палеоген-неогенової — буре. Поклади кам'яного вугілля в основному відпрацьовані. Запаси бурого вугілля: підтверджені — 50 млн т, загальні — 150 млн т, прогнозні — до 2 млрд т (1990-і рр.). В подальші роки спостерігалося збільшення запасів вугілля. Основні басейни — Кьофлах-Фойтсберґ та Томасройт-Ампфельванґ (головним чином Штирія, Верхня і Нижня Австрія).

## Залізні руди
В Австрії відомо близько 300 залізорудних родовищ і проявів. Найважливіше родовище — Айзенерц пов'язане з палеозойською ґраувакковою зоною. Рудні мінерали: сидерит, пірит, халькопірит, тетраедрит. Середній вміст Fe — 33-35 %.

## Мідь
Запаси руд міді в перерахунку на метал — 50 тис. т. Руди укладені у вигляді кварц-карбонатних жил. Мінерали: сидерит, халькопірит та ін. сульфіди. Найбільше родовище — Міттерберґ.

## Поліметали
Відомо багато цинково-свинцевих родовищ, загальні запаси яких в перерахунку на метал по цинку становлять 460, а по свинцю — 140 тис. т. Найбільше родовище — Блайберґ.

## Вольфрам
Вольфрамові родовища (Східні Альпи) представлені шеєлітовими скарнами. Загальні запаси — 30 тис. т WO3 , середній вміст його в руді 0,5 %.

## Стибій
Основні стибієві родовища з запасами до 50 тис. т металу (1990) розташовані поблизу Шлайнінга і приурочені до палеозойських відкладів.

## Магнезит
В Австрії є великі родовища магнезиту, головним чином в Каринтії — Брайтенау, Файч, Радентайн, Гохфільцен, Ланерсбах, Трібен і Оберорт, загальні запаси якого — 15-20 млн т (1990).

## Графіт
Родовища графіту (запаси близько 11 млн тонн, оцінка 1990 року) приурочені до граувакової зони та древніх кристалічних сланців (Кайзерсберґ, Мюльдорф).

## Інші корисні копалини
Численні родовища кам'яної солі знаходяться у Доломітових Альпах. Виявлені численні родов. каоліну, тальку, гіпсу на інших будівельних матеріалів. Крім того є родовища ртутних руд, бариту, піриту та ін.